# Mads Kaggestad
Mads Kaggestad (Ringerike, Buskerud, 22 de febrer de 1977) fou un ciclista noruec, professional des del 2003 fins al 2007, tots amb l'equip del Crédit Agricole.

## Palmarès
- 2001
  -  Campió de Noruega en contrarellotge per equips
- 2002
  - 1r al Gran Premi Ringerike

### Resultats a la Volta a Espanya
- 2006. 132è de la classificació general